# 高橋掬太郎
高橋 掬太郎（たかはし きくたろう、1901年（明治34年）4月25日 - 1970年（昭和45年）4月9日）は、昭和期の作詞家。函館日日新聞の記者時代に作詞した『酒は涙か溜息か』が戦前の大ヒットとなった。位階は従五位。

## 経歴
1901年（明治34年）4月25日、北海道根室郡根室町（現・根室市）で漁師の息子として生まれ、「菊太郎」と名付けられた。根室商業学校を中退後、根室新聞社に入社。この頃から「高橋春波」のペンネームで文筆活動を始める。
1922年（大正11年）、函館日日新聞に入社し、社会部長兼学芸部長として活躍するかたわら文芸同人誌に参加。詩や小説、脚本などを手がけた。
1931年（昭和6年）、『酒は涙か溜息か』で作詞家デビュー。これは自身が日本コロムビア文芸部宛に当時新進作曲家として注目されはじめていた古賀政男を直接指名して投稿したもので、藤山一郎の歌唱で大ヒットした。
1933年（昭和8年）に上京し、各レコード会社から数多くの作品を発表した。
歌謡同人誌「歌謡文芸」を主宰し、後進の育成にも努力し、会員には後に人気作詞家として活躍した石本美由起、板倉文雄、英玲二、宮川哲夫、秋田泰治、橘真琴（のちの星野哲郎）らがいた。
また、1947年（昭和22年）に日本音楽著作家組合、1950年（昭和25年）に日本民謡協会、1960年（昭和35年）に日本詩人連盟の結成に参加した。
1968年（昭和43年）、紫綬褒章受章。1970年（昭和45年）4月9日死去。享年68。同日従五位に叙され、勲四等旭日小綬章を授与された。
函館市宝来町に高橋掬太郎碑がある。
「流行歌三代物語」、「日本民謡の旅」など、その起源からを辿る多数の著書があり、流行歌の研究者としての顔があった。

## 代表曲
- 『酒は涙か溜息か』（昭和6年8月）［古賀政男作曲、歌：藤山一郎］
- 『私この頃憂鬱よ』（昭和6年8月）［古賀政男作曲、歌：淡谷のり子］
- 『片瀬波』（昭和7年11月）［原野為二作曲、歌：松山時夫］
- 『利根の舟唄』（昭和9年7月）［古関裕而作曲、歌：松平晃］
- 『並木の雨』（昭和9年8月）［原野為二作曲、歌：ミス・コロムビア］
- 『恋のステップ』（昭和9年10月）［服部逸郎作曲、歌：三笠静子（のちの笠置シヅ子）]
- 『雪の国境』（昭和10年1月）［大村能章作曲、歌：伊藤久男］
- 『船頭可愛や』（昭和10年6月）［古関裕而作曲、歌：音丸］
- 『雨に咲く花』（昭和10年12月）［池田不二男作曲、歌：関種子］
- 『大敦賀行進曲』（昭和11年1月）［古関裕而作曲、奥山貞吉編曲、歌：伊藤久男］
- 『滿洲想へば』（昭和11年2月）［大村能章作曲、歌：音丸］（元々は「大敦賀行進曲」のB面であった。）
- 『博多夜船』（昭和11年8月）［大村能章作曲、歌：音丸］
- 『人妻椿』（昭和11年11月）［竹岡信幸作曲、歌：松平晃］
- 『満州吹雪』（昭和11年11月）［大村能章作曲、歌：音丸］
- 『アリラン月夜』（昭和12年4月）［服部良一作曲、歌：赤坂百太郎］
- 『夜霧の波止場』（昭和13年7月）［江口夜詩作曲、歌：霧島昇］
- 『英国東洋艦隊潰滅』（昭和16年12月）［古関裕而作曲、歌：藤山一郎］
- 『海底万里』（昭和19年4月）［江口夜詩作曲、歌：伊藤久男］
- 『かくて神風は吹く』（昭和20年2月）［竹岡信幸作曲、歌：高倉敏、近江俊郎］
- 『啼くな小鳩よ』（昭和22年1月）［飯田三郎作曲、歌：岡晴夫］
- 『小判鮫の唄』（昭和23年10月）［大村能章作曲、歌：小畑実］
- 『かりそめの恋』（昭和24年9月）［飯田三郎作曲、歌：三条町子］
- 『船は港にいつ帰る』（昭和26年3月）［細川潤一作曲、歌：岡晴夫］
- 『東京悲歌』（昭和26年11月）［飯田三郎作曲、歌：三条町子］
- 『湯の町月夜』（昭和27年1月）［江口夜詩作曲、歌：近江俊郎］
- 『瓢箪ブギ』（昭和29年12月）［江口夜詩作曲、歌：春日八郎］
- 『高原の宿』（昭和30年4月）［林伊佐緒作曲、歌：林伊佐緒］
- 『ここに幸あり』（昭和31年5月）［飯田三郎作曲、歌：大津美子］
- 『男涙の子守唄』（昭和31年5月）［細川潤一作曲、歌：三橋美智也］
- 『山陰の道』（昭和31年11月）［飯田三郎作曲、歌：若原一郎］
- 『一本刀土俵入り』（昭和32年4月）［細川潤一作曲、歌：三橋美智也］
- 『丘にのぼりて』（昭和32年9月）［飯田三郎作曲、歌：若原一郎］
- 『古城』（昭和34年7月）［細川潤一作曲、歌：三橋美智也］
- 『足摺岬』（昭和34年11月）［吉田矢健治作曲、歌：春日八郎］
- 『石狩川悲歌』（昭和36年11月）［江口浩司作曲、歌：三橋美智也］
- 『千曲川の恋』（昭和38年3月）［小町昭作曲、歌：三船浩］
- 『新選組の旗はゆく』（昭和40年7月）［渡辺岳夫作曲、歌：春日八郎］
- 『千葉市立第六中学校校歌』［杉山長谷夫作曲］